# Língua aquém
A língua aquém, também chamada de acuen ou akwen, é uma língua ou grupo de línguas pertencente ao tronco linguístico macro-jê. A língua se divide em três dialetos: xavante (ativo), xerente (ativo) e xakriabá (extinta - em processo de resgate). Apesar de ser falada pelos xavantes, ela se difere da Língua otí, falada pelos oti-xavantes. O número de falantes total é desconhecido, principalmente pela falta de estudos recentes e de dados sobre falantes do dialeto xakriabá, mas estima-se que possua 2,570 falantes do dialeto xerente e 19,000 falantes do xavante.
A língua aquém é falada pelos xavantes, povo indígena que vive atualmente em reservas no centro-oeste do Brasil; pelos xerentes, que ocupam o território central do estado do Tocantins; e pelos xakriabás, residentes no norte do estado de Minas Gerais. Cada etnia possui seu próprio dialeto, o qual é inteligível pelos demais.

## Etimologia
Os povos xavantes, xerentes e xakriabás se autodenominam a'uwe (“gente”) e, a partir disso, acredita-se ter originado o nome da língua.

## Distribuição Geográfica
Atualmente, existem três povos que falam a língua aquém.
Povo Xavante
Foi contabilizado, em 2020, mais de 22 mil pessoas abrigadas em Terras Indígenas localizadas na região compreendida pela Serra do Roncador e pelos vales dos rios das Mortes, Kuluene, Couto de Magalhães, Batovi e Garças, no leste matogrossense. Estima-se ter 19.000 falantes (2010).
Povo Xerente
O território Xerente - composto pelas Terras Indígenas Xerente e Funil - localiza-se no cerrado do Estado do Tocantins, na banda leste do rio Tocantins, 70 km ao norte da capital, Palmas. Estima-se que a comunidade possua 3509 pessoas.
Povo Xakriabá

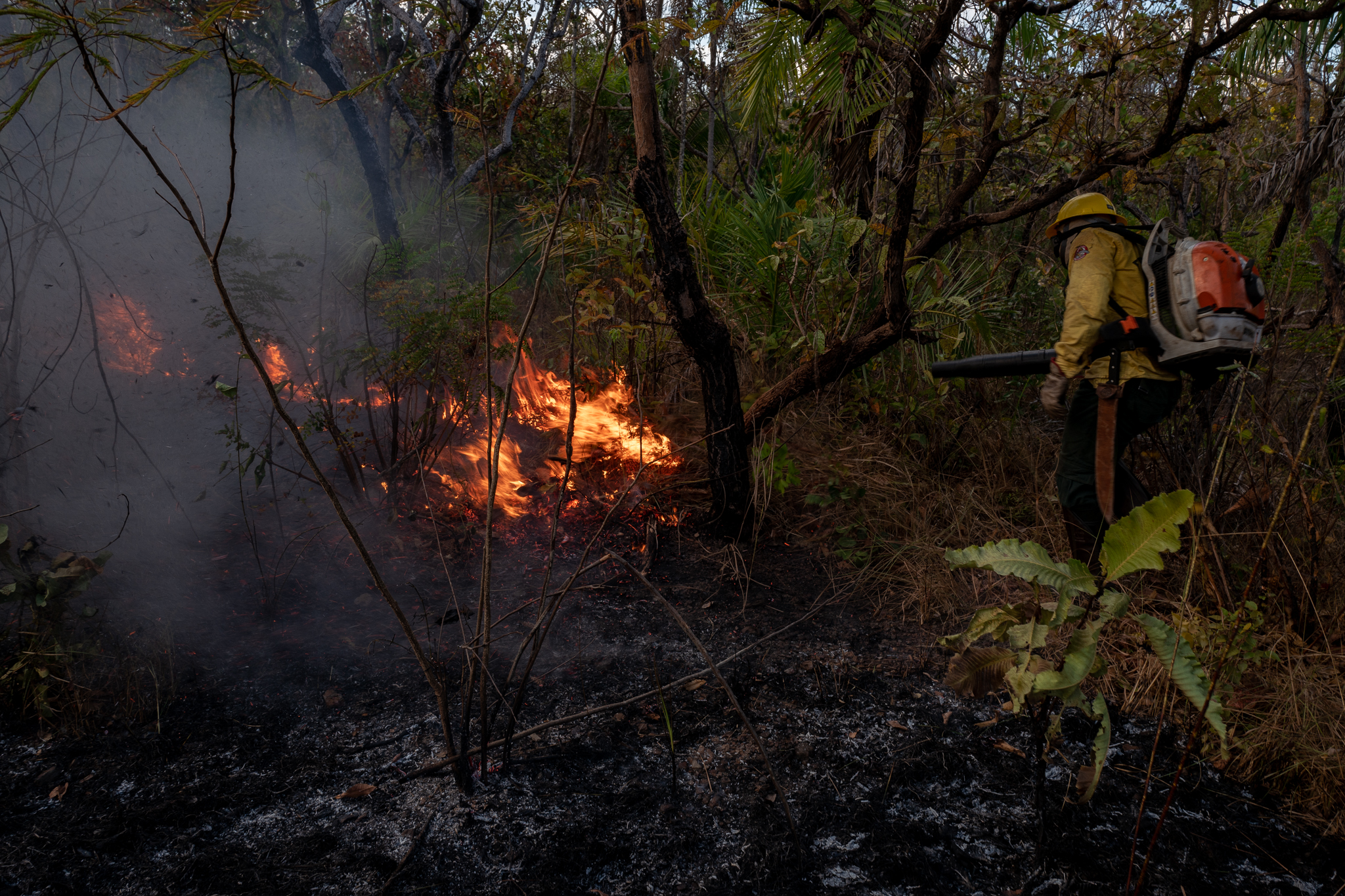
Terra Indígena Xerente, Tocantins

Localizada em São João das Missões, município no norte de Minas Gerais, a Terra Indígena Xakriabá foi homologada em 1987, e posteriormente, em 2003, foi acrescentada em área contínua a TI Xakriabá Rancharia. Apesar da população estimada ser 8867 (Siasi/Sesai, 2014), é importante ressaltar que muitos xakriabás não falam a língua aquém fluentemente.
Todos os povos estão sofrendo pelos danos causados pela agropecuária e pelo desgaste ambiental de seus territórios, causando desde extinção dos animais de caça de subsistência até perda do território para construção de rodovias.

## História da Língua
A história sobre a divisão desses povos é repleta de divergências entre os autores. Oswaldo M. Ravagnani sugere que “Xerente e Xavante são subdivisões de um único grupo que no início do século XIX formavam dois grupos distintos, mas culturalmente muito próximos”. Segundo a versão mais aceita, o nome Xerente lhes foi atribuído por não-indígenas, visando sua diferenciação dos demais Akwe, particularmente, em relação aos Xavante. Essa denominação foi criada devido aos considerados Xavantes se recusarem ao contato com os não-indígenas e, por isso, sendo descritos como ferozes e bárbaros. Já os Xerentes se mantiveram em seu território, sendo, supostamente, favoráveis ao convívio e desejosos do contato com os não-indígenas. No caso do povo Xakriabá, seu nome originou devido ao fato de que eles eram conhecidos por serem exímios remadores: xakriabás significa “bons de remo”.
Há algumas fontes que subdividem a língua aquém em línguas xavante, xerente e xakriabá. Outras consideram que é uma língua com três dialetos, em consonância ao modo como os próprios povos identificam sua língua: como sendo uma única língua, a língua aquém.

A situação da língua diverge entre os povos. Enquanto os xerentes e o xavantes a mantêm com vitalidade, os xakriabás correm risco do apagamento do seu dialeto. Esses dois primeiros povos possuem uma atmosfera cultural, na qual a língua é mantida e retransmitida para as novas gerações até mesmo por meio da escola. A língua é usada em todos os contextos cotidianos da vida nas aldeias. O risco sofrido pelo dialeto xakriabá tem como causa a grande repressão que seu povo sofreu, o que provocou o apagamento da língua na comunidade.
"Nosso povo Xakriabá teve várias ameaças pelos não índios para que nosso povo não praticasse a linguagem, ameaça de morte aqueles que se identificasse que sabia falar a língua xakriabá, aqueles já era retirado do grupo se abrisse a boca pra falar alguma coisa que referisse a nossa cultura, falasse na língua, aquele índio era executado não deixava ele sobreviver. Então nesse tempo muitos que saía em busca dos nossos direitos já não voltava mais devido eles chegar lá e apresentar uma atividade que era da cultura, aí fomos obrigados a falar o português, não por causa que nos achou interessante o português e quis aprender, e deixar de falar nossa linguagem." (Entrevista José Araújo/Deda Xakriabá 17/04/2017) 
Por isso, o dialeto xakriabá está em risco de extinção e considerado por algumas fontes já extinto. Isso fez com que a comunidade se organizasse para a revitalizar o dialeto.
"Percebendo a necessidade de trabalhar a nossa língua dentro da sala de aula, os professores procuraram meios de registrar palavras na nossa língua, onde conseguiram registrar 32 palavras, faladas por Zé Alves que estão escritas em um livro produzido pelo nosso povo Xakriabá “O tempo passa e a história fica” sendo o autor Zé Nunes, o atual prefeito do nosso município São João das Missões e também aluno da primeira turma. Com essas palavras, os professores começaram a trabalhar nas escolas a nossa língua de várias formas para que os alunos se dedicassem para aprender. Uma delas mais trabalhada até hoje, é através das músicas na língua, muitas delas produzidas pelos próprios alunos com a ajuda dos professores." 

### Língua oficial

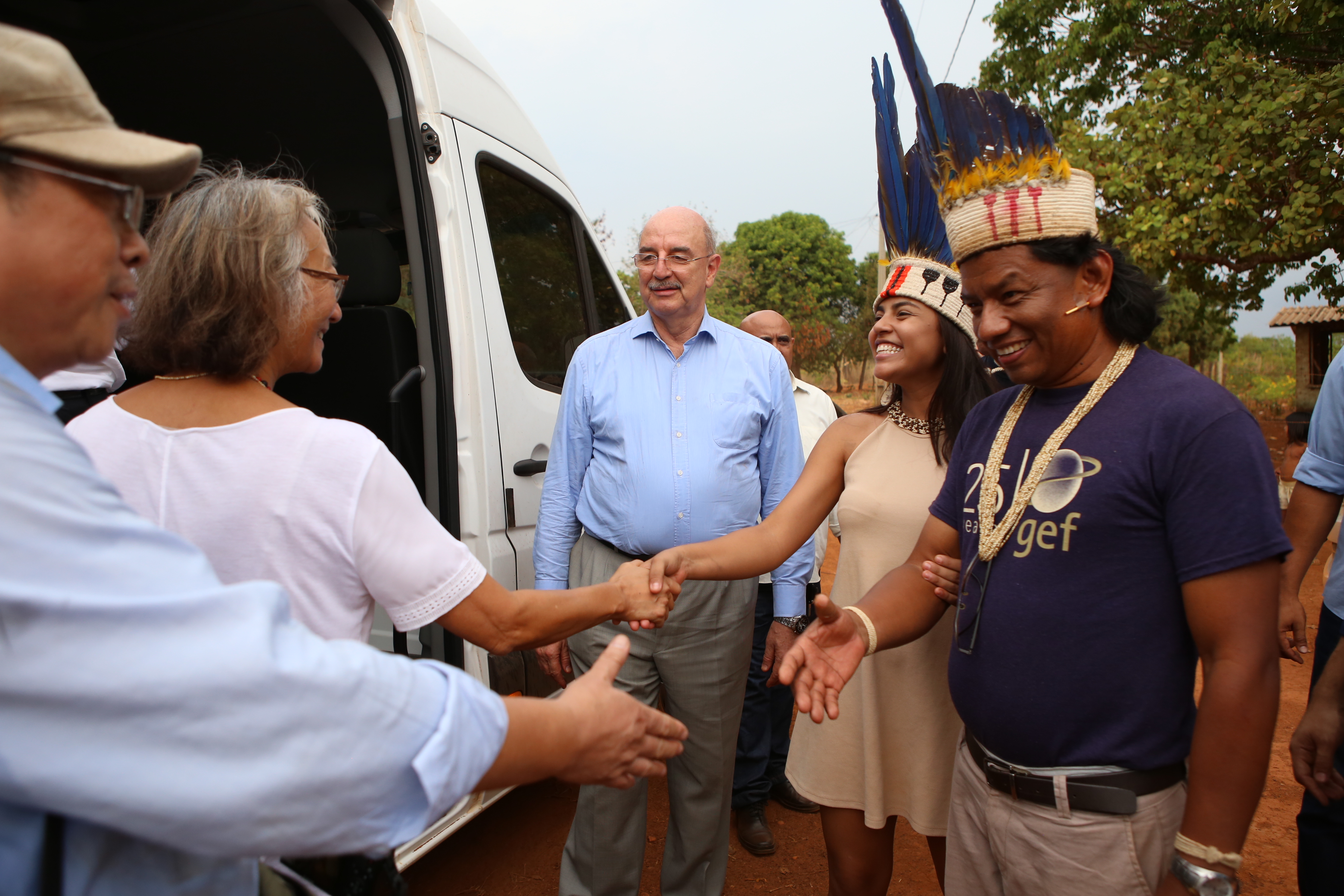
Visita do Programa Criança Feliz em aldeia indígena Xerente no município de Tocantínia-TO (16-10-2017)

Em abril de 2012, foi aprovada, na câmara de vereadores de Tocantínia, em Tocantins, a oficialização da língua indígena akwén xerente como a segunda língua oficial no município. Nesta cidade, estima-se que aproximadamente 50% de seus 6 598 habitantes sejam indígenas da etnia xerente. Com a aprovação, o município passou a ser o quarto do Brasil a ter línguas indígenas do Brasil como línguas oficiais. Na justificativa do projeto, os vereadores alegaram que ele, na prática, significa que a prestação de serviços públicos básicos na área de saúde, campanhas de prevenção de doenças e tratamentos, passaram a ser realizados em akwén e em português.

### Dialetos
Como citado anteriormente, a língua aquém é dividida entre os três dialetos: xavante, xerente e xakriabá. Entretanto, como comentado no tópico anterior e percebido na tabela abaixo, algumas referências separam os dialetos como línguas independentes.
| Dialeto  | ISO 639-3 | Glottocode |
| -------- | --------- | ---------- |
| Xavante  | xav       | xava1240   |
| Xerente  | xer       | xere1240   |
| Xakriaba | xkr       | xakr1238   |

| Xavante | Xerente | Xakriabá   | Português |
| ------- | ------- | ---------- | --------- |
| ti'a    | tka     | tika       | terra     |
| misi    | smi*si  | hemeretong | um        |
| da'ra   | kra     | i*(gra)    | filho     |
| da'rada | (i)krda | angrata    | avô       |
| tebe    | tbe     | tupe       | peixe     |
| wede    | wde     | ode*       | árvore    |

## Fonologia
Os dados abaixo se referem ao dialeto Xavante.

### Vogais
Há doze fonemas vocálicos em xavante, quatro dos quais são nasalizados.
|             | Anterior | Central | Posterior |
| ----------- | -------- | ------- | --------- |
| Fechada     | i; ĩ     |         | u         |
| Semifechada | e        |         | o         |
| Média       |          | ə       |           |
| Semiaberta  | ɛ ẽ      | ɜ       | ʌ ʌ̃       |
| Aberta      |          | a, ɐ̃    |           |

| Fonema | Fone | Grafia MSM | Grafia SIL atual |
| ------ | ---- | ---------- | ---------------- |
| /i/    | [i]  | i          | i                |
| /ĩ/    | [ĩ]  | ĩ          | ĩ                |
| /e/    | [e]  | e          | e                |
| /ɛ/    | [ɛ]  | é          | é                |
| /ẽ/    | [ẽ]  | ẽ          | ẽ                |
| /ɜ/    | [ɜ]  | ö          | â                |
| /a/    | [a]  | a          | a                |
| /ɐ̃/    | [ɐ̃]  | ã          | ã                |
| /u/    | [u]  | u          | u                |
| /o/    | [o]  | ô          | ô                |
| /ʌ/    | [ʌ]  | o          | o                |
| /ʌ̃/    | [ʌ̃]  | õ          | õ                |

### Consoantes
O Xavante tem onze fonemas consonantais e três fones. (William Alfred)
|           | Bilabial | Alveolar | Palatal | Glotal |
| --------- | -------- | -------- | ------- | ------ |
| Plosiva   | p b      | t d      |         | ʔ      |
| Nasal     | m        | n        |         |        |
| Vibrante  |          | r        |         |        |
| Fricativa |          | s z      |         | h      |
| Lateral   | w        |          | j ̃j     |        |

| Fonema | Fone | Grafia MSM | Grafia SIL atual |
| ------ | ---- | ---------- | ---------------- |
| /p/    | [p]  | p          | p                |
| /b/    | [b]  | b          | b                |
|        | [m]  | m          | m                |
| /t/    | [t]  | t          | t                |
| /d/    | [d]  | d          | d                |
|        | [n]  | n          | n                |
| /s/    | [s]  | ts         | s                |
| /z/    | [z]  | dz         | z                |
|        | [̃j]  | nh         | nh               |
| /j/    | [j]  | i          | i                |
| /ɾ/    | [ɾ]  | r          | r                |
| /w/    | [w]  | w          | w                |
| /h/    | [h]  | h          | h                |
| /ʔ/    | [ʔ]  | '          | '                |

### Tons
Existe algumas características específicas do tom no dialeto xavante. As locuções declarativas têm entonação cadente, ou seja, o tom ou nível da voz é mais baixo ao final da locução do que ao princípio. As locuções ativas descrevem uma configuração entonacional nível baixo-alto-baixo. Cai o nível no marcador interrogativo e em princípios da pergunta; depois sobe e finalmente desce progressivamente até ao fim da pergunta. Outro ponto é que, para fins enfáticos, prolonga-se a penúltima sílaba de uma locução. Quanto mais prolongada a sílaba, maior a ênfase. Tal característica não é indicada na grafia. Além disso, as vogais i, ĩ e u são pronunciadas com tom mais alto que as outras.

## Ortografia
A forma do alfabeto latino usada pela língua xavante tem as vogais i; ĩ; e; é; ẽ; â; a; ã; u; ô; o; õ, y e as consoantes p; b; m; t; d; n; s; z; nh; i; r; w; h; '.
Vogais
i: pronuncia-se como em ‘tia’
é: pronuncia-se como em ‘pé’
a: pronuncia-se como em ‘lá’
o: pronuncia-se como em ‘avó’ (Quando prolongada, esta vogal se fecha ligeiramente)
ô: pronuncia-se como em ‘avô’
u: pronuncia-se como em ‘tu’
e: pronuncia-se como em ‘você’
y: pronuncia-se semelhantemente à vogal da palavra inglesa ‘just’ quando atônica
â: pronuncia-se semelhantemente a vogal ‘a’ da locução inglesa 'a boy'
Vogais com "~" são nasalizadas e todas elas possuem nasalizações bem definidas. Toda vogal após m, n, mr ou nh inicial na sílaba é nasalizada mesmo que a nasalização não se indique por escrito.
Consoantes
p,t: quando iniciais na sílaba são mais aspirados que em português
': pronuncia-se como a interrupção na interjeição inglesa 'oh-oh'
t,d: pronuncia-se com a mesma posição da língua que em português
s: pronuncia-se como em português; em alguns ambientes com um pouco de fricção, por exemplo, antes da vogal i
z: pronuncia-se como em 'zangado'
r: pronuncia-se como em ‘caro’
w: antes da letra ‘i’ é pronunciado como o ‘w’ inglês, sem arredondamento dos lábios e com um pouco de fricção. Em outros ambientes não há fricção e os lábios se arredondam mais
h: pronuncia-se como na palavra inglesa ‘ahead’ (i.e. -rr- português em frouxo)
b, d, m, n, nh: pronunciados como em português

## Gramática
Todas as informações abaixo são do dialeto xavante.

### Pronomes
Pronomes Pessoais
A língua Xavante possui dois pronomes pessoais (o de primeira pessoa "wa" e o de segunda pessoa "a"). Os demonstrativos õ, ta e õhõ, suprem a falta de pronomes pessoais para terceira pessoa. A partícula enfática hã é usada para marcar quando pronomes pessoais ocorrem como sujeito e como objeto direto.
Exemplos:
Singular
Wa hã a'uwẽ 'sou Xavante'
A hã a'uwẽ 'você é Xavante'
Ta hã a'uwẽ 'ele é Xavante'
Plural
Wa norĩ hã a'uwẽ 'nós somos Xavante'
A norĩ wa'wa hã a'uwẽ 'vocês são Xavante'
Ta norĩ hã a'uwẽ 'eles são Xavante'
Dual
Wa zahuré a'uwẽ 'nós dois somos Xavante'
A sahuré a'uwẽ 'vocês dois são Xavante'
Ta zahuré a'uwẽ 'eles dois são Xavante'
Outros
| Distância relativa ao falante | Visibilidade | Aquém | Português |
| ----------------------------- | ------------ | ----- | --------- |
| + próximo                     | + visível    | ã hã  | esta      |
| +/- próximo                   | +/- visível  | ta hã | essa      |
| - próximo                     | - visível    | õ hã  | aquela    |

| Língua Aquém | Tradução em português      |
| ------------ | -------------------------- |
| e wa         | quem?                      |
| e marĩ       | o quê? (fala masculina)    |
| e tiha       | o quê? (fala feminina)     |
| e marĩ bə    | por quê?’ (fala masculina) |
| e tiha bə    | por quê?’ (fala feminina)  |
| e mamɛ       | onde?                      |
| e momo       | aonde?                     |
| e mahãta     | cadê?/onde está?           |

A partícula 'e' é o indicador de desconhecimento dos fatos pelo falante.

### Substantivos
Existem quatro tipos de substantivos:
Substantivos obrigatoriamente possuídos. Substantivos desta classe são prefixados com indicadores de pessoa.
Exemplo:
ĩĩmaama 'meu pai'
aimaama 'seu pai'
ĩmaama 'pai dele'
wamaama 'nosso pai'
timaama 'próprio pai dele'
damaama 'pai de alguém'
Substantivos opcionalmente possuídos. Substantivos desta classe, quando possuídos, são prefixados com os mesmos indicadores de pessoa que os da classe 1 acima, mais o afixo -nhib-.
Exemplo:
ĩĩnhib'apito 'meu capitão'
assib'apito 'seu capitão'
ĩsib'apito 'capitão dele'
vaanhib'apito 'nosso capitão'
tinhib'apito 'próprio capitão dele'
danhib'apito 'capitão de alguém / do povo'
Os substantivos que expressam a ideia de "ação feita por" são formados de temas verbais transitivos, prefixados com -nhimi-, além dos indicadores de pessoa.
Exemplo:
ĩĩnhimi'upté 'a pintura feita por mim (minha pintura)'
assimi'upté 'a pintura feita por você (sua pintura)'
ĩsimi'upté 'a pintura feita por ele (pintura dele)'
waanhimi'upté 'a pintura feita por nós (nossa pintura)'
Os substantivos que expressam a ideia de "ação feita por uma pessoa em si mesma" são formados de temas verbais transitivos prefixados com -si-
"reflexivo", além dos indicadores de pessoa.
Exemplo:
ĩĩsi'upté 'a pintura do meu corpo feita por mim mesmo'
assi'upté 'a pintura do seu corpo feita por você mesmo'
ĩsi'upté 'a pintura do corpo dele feita por ele mesmo'

### Verbos
Tempo
O dialeto xavante não possui marcadores de tempo nos verbos, por mais que possuam o conceito de eventos passados, presentes e futuros. Entretanto, alguns marcadores são usados para indicar a categoria temporal entre as ações. Marcadores:
Za: Indica algo que irá acontecer amanhã, na semana que vem, etc. e também é usado também na narração de acontecimentos passados com referência às ações ainda por acontecerem dentro do contexto narrativo.
Te: Indica ações atuais, por exemplo, mas serve também para contar acontecimentos já passados que conforme os critérios do narrador, se relacionam estreitamente no tempo ou no contexto.
Ma: Indica resultado lógico ou esperado, a consequência infalível ou normal de alguma causa. Tal causa pode ser declarada no texto, ou simplesmente subentendida pelos ouvintes.
Ma te: Indica resultado, mas de natureza menos certa ou obrigatória. A causa pode ser declarada ou não. Tal causa pode não ser especificada por ser subentendida pelos ouvintes ou também por ser ignorada do narrador, mas o simples fato de empregar-se ma te já é indício da pressuposição de alguma causa.
Aspecto Gramatical - Duração da Ação Verbal
Existem alguns marcadores que mostram a classe de ação dividida em 3 categorias: (1) ação repetida, (2) ação contínua, e (3) ação não cumprida.
- Ação Repetida

Nasi é usado com verbos transitivos e intransitivos para expressar ação repetida. Não aparecem exemplos de nasi com os marcadores de resultado lógico ma ou te. Exemplo: wa nasi ropta'a 'eu bato constantemente'
- Ação Contínua

Essa classe é dividida em duas categorias: i) ação habitual ou de duração indefinida; ii) ação de tempo limitado.
Em verbos transitivos, a ação habitual ou de duração indefinida é marcada por te te 're ... mo/mono e a de tempo limitado por te te ... mo/mono.
Exemplos:
i) wa te 're romhuri 'Estou sempre trabalhando'; wa tô te 're romhuri 'Eu sempre trabalhava'; 're ĩĩnhipi mono õ di 'Eu nem sempre cozinhava'.
ii) wa te te wẽ'ẽ 'Estou quebrando pedaços'; te wẽ'ẽi mono õ di 'Eu não quebrava pedaços'.
Há o uso do tema verbal integral em todas as formas, bem como o uso de mo em posição final de oração na segunda pessoa. Nas orações negativas e dependentes a forma completa mono ocorre após o tema verbal em toda pessoa do verbo.
- Ação Não Cumprida

Este aspecto emprega o marcador aré em companhia dos marcadores de pessoa/aspecto. Há três tipos de uso:
"Quase": Wa aré dârâ. 'Quase morri'
"Em vão": Wa aré we mo, te asabu da. 'Vim ver você em vão'
"Se...": We morĩ wamhã, te aré satõ. 'Se ele viesse, ele o mandaria embora'

### Sentença
O dialeto xavante apresenta duas possíveis ordens de constituintes, SOV e SVO, sendo a primeira predominante. Há casos com a ordem OSV que, neste caso, o objeto ocorre no início da oração pelo fato do sujeito estar apagado.
Exemplo:
S       O      V
aibö te tã wa’pa 
homem + chuva + ouvir = ‘O homem ouve a chuva’
Alinhamento
O dialeto xavante possui um alinhamento condicionado por vários fatores, i) a pessoa do sujeito ou do objeto (quem age sobre quem); ii) tipo da oração (independente ou dependente); iii) predicados negados ou afirmativos. Isso provoca dois padrões de alinhamento, o Padrão ergativo-absolutivo e o Padrão nominativo-acusativo.
Ergativo-absolutivo: Definido por orações nominais, com predicados possuindo como núcleo nomes de ação derivados por meio do nominalizador de 'nome de ação' e correspondem a orações as quais possuem como núcleo verbos transitivos nominalizados por esse nominalizador (orações relativas, negadas e subordinadas).
Nominativo-acusativo: Definido pela marcação pela série nominativa do objeto de verbos transitivos.

## Vocabulário

### Lista de Swadesh (Aquém-Xavante)
A lista abaixo se refere a lista final de Swadesh com 100 termos, publicada em 1971.
Na divisão xavante-português os verbos são registrados na forma da terceira pessoa do singular, sendo que na língua xavante não se-encontra uma forma equivalente ao infinitivo do verbo em português. Por isso, os verbos na Lista de Swadesh abaixo estão conjugados na terceira pessoa do singular.
| Numeração | Português         | Aquém (Xavante)                                                      |  |
| --------- | ----------------- | -------------------------------------------------------------------- |  |
| 1         | eu                | wa                                                                   |  |
| 2         | tu, você          | a                                                                    |  |
| 3         | nós (inclusivo)   | wa norĩ                                                              |  |
| 4         | isso              | ta hã                                                                |  |
| 5         | aquilo            | õ hã                                                                 |  |
| 6         | quem              | e 'wa hã                                                             |  |
| 7         | o que, quê        | e tiha (fala feminina) e marĩ (fala masculina)                       |  |
| 8         | não               | maze di (fala feminina) mare di (fala masculina) ma (forma resumida) |  |
| 9         | todos             | bâ/pâ                                                                |  |
| 10        | muito             | pe                                                                   |  |
| 11        | um                | misi                                                                 |  |
| 12        | dois              | waparane/maparane                                                    |  |
| 13        | grande            | sa'ẽtẽ di                                                            |  |
| 14        | longo             | pa di                                                                |  |
| 15        | pequeno           | syryre di                                                            |  |
| 16        | mulher            | pi'õ                                                                 |  |
| 17        | homem, varão      | aibâ                                                                 |  |
| 18        | pessoa            | a´uwe                                                                |  |
| 19        | peixe             | tebe (comestível)                                                    |  |
| 20        | passáro           | si                                                                   |  |
| 21        | cachorro          | wapsã                                                                |  |
| 22        | piolho            | da'u                                                                 |  |
| 23        | árvore            | wede                                                                 |  |
| 24        | semente           | robzâ                                                                |  |
| 25        | folha de planta   | wesuirã                                                              |  |
| 26        | raiz              | ĩsãna'rada                                                           |  |
| 27        | casca (de árvore) | wedehâ                                                               |  |
| 28        | pele              | dahâ                                                                 |  |
| 29        | carne             | romnhi                                                               |  |
| 30        | sangue            | dawapru                                                              |  |
| 31        | osso              | dahi                                                                 |  |
| 32        | gordura           | ĩwa; dawa                                                            |  |
| 33        | ovo               | ĩ're                                                                 |  |
| 34        | chifre            | ĩ'u                                                                  |  |
| 35        | cauda, rabo       | ĩbâ                                                                  |  |
| 36        | pena, pluma       | -                                                                    |  |
| 37        | cabelo            | dazéré; ĩséré                                                        |  |
| 38        | cabeça            | da'rã                                                                |  |
| 39        | orelha            | dapo're                                                              |  |
| 40        | olho              | dato                                                                 |  |
| 41        | nariz             | danhisi're                                                           |  |
| 42        | boca              | dazadawa                                                             |  |
| 43        | dente             | da'wa                                                                |  |
| 44        | língua            | danhoito/danhotto                                                    |  |
| 45        | unha              | danhipo (da mão) daparanhipo (do pé)                                 |  |
| 46        | pé                | dapara                                                               |  |
| 47        | joelho            | dahi'rãti                                                            |  |
| 48        | mão               | danhib'rada; ĩsib'rada                                               |  |
| 49        | barriga           | dadi                                                                 |  |
| 50        | pescoço           | dabudu; danho're                                                     |  |
| 51        | seio (feminino)   | dahâ (seio, mama)                                                    |  |
| 52        | coração           | dasiri                                                               |  |
| 53        | fígado            | dapa                                                                 |  |
| 54        | beber             | te zâ'rẽ/hâ'rẽ; te âhu                                               |  |
| 55        | comer             | te tìsa (comida em geral); te ti'rẽ (obj. sg.); 'te 'masi (obj. pl.) |  |
| 56        | morder            | ma tô tìsa                                                           |  |
| 57        | ver               | te 'madâ; te sabu                                                    |  |
| 58        | ouvir             | te wapa                                                              |  |
| 59        | saber             | ma tô waihu'u                                                        |  |
| 60        | dormir            | te nhono                                                             |  |
| 61        | morrer            | ma tô dârâ; ma tô hâiba hai'utõ; ma tô sô rowaptâ; ma tô ai'utõ      |  |
| 62        | matar             | ma tô tĩwĩ (obj. sg.); ma tô tipã (obj. dual); ma tô simro (obj. pl) |  |
| 63        | nadar             | -                                                                    |  |
| 64        | voar              | te wara                                                              |  |
| 65        | andar             | -                                                                    |  |
| 66        | vir               | te mo                                                                |  |
| 67        | mentir            | ma tô sadawa hapese                                                  |  |
| 68        | sentar            | te nhamra                                                            |  |
| 69        | ficar de pé       | -                                                                    |  |
| 70        | dar               | ma tô tisõ                                                           |  |
| 71        | dizer             | te tinha; te wasu'u                                                  |  |
| 72        | sol               | bâdâ                                                                 |  |
| 73        | lua               | a'amo                                                                |  |
| 74        | estrela           | wasi (waasi)                                                         |  |
| 75        | água              | â                                                                    |  |
| 76        | chuva             | tã                                                                   |  |
| 77        | pedra             | ẽne                                                                  |  |
| 78        | areia             | supara                                                               |  |
| 79        | terra             | ti'a                                                                 |  |
| 80        | nuvem             | tãza'rã                                                              |  |
| 81        | fumaça            | hunhizé                                                              |  |
| 82        | fogo              | uzâ                                                                  |  |
| 83        | cinzas            | 'ru                                                                  |  |
| 84        | queimar           | ma tô zada; ma tô ãro                                                |  |
| 85        | caminho           | bâdâdi                                                               |  |
| 86        | montanha          | ẽtẽ 'rãihâ                                                           |  |
| 87        | vermelho          | ĩpré                                                                 |  |
| 88        | verde             | ĩ'uzé                                                                |  |
| 89        | amarelo           | ĩ'uzé                                                                |  |
| 90        | branco            | ĩ'a                                                                  |  |
| 91        | preto             | ĩ'rãdâ                                                               |  |
| 92        | noite             | barana                                                               |  |
| 93        | calor             | rowa'ro                                                              |  |
| 94        | frio              | hâ di                                                                |  |
| 95        | cheio             | 'masisi di                                                           |  |
| 96        | novo              | ĩté                                                                  |  |
| 97        | bom               | ĩwẽ                                                                  |  |
| 98        | redondo           | sapoto di                                                            |  |
| 99        | seco              | 'ré di                                                               |  |
| 100       | nome              | danhisi                                                              |  |

### Expressões do dia-a-dia (Aquém-Xavante)
Exemplos retirados de Aspectos da língua xavante por Ruth McLeod e Valerie Mitchell (2003).
| Expressão em Aquém - Xavante                                        | Tradução em Português                               |
| ------------------------------------------------------------------- | --------------------------------------------------- |
| Aimreme waptui wamhã, te waihu'u õ di.                              | Quando você fala depressa eu não entendo.           |
| Atamare ĩĩma nharĩ.                                                 | Fale devagar.                                       |
| Ma'apé duré, ĩĩma nharĩ, te waihu'u da.                             | Fale de novo, para eu aprender.                     |
| E niwa, ma aihâzé na'ra.                                            | Quando foi que sua doença começou?                  |
| E marĩ ĩhâzé hã, ai'ra hã.                                          | Qual é a doença do seu filho?                       |
| E mame te ãma sépu.                                                 | Onde lhe dói? (a ele/ela)                           |
| Da'a'a wede u, wa we mo.                                            | Vim por remédio para tosse.                         |
| E romhuri da, te we aimo.                                           | Você veio trabalhar?                                |
| Piza'a upsõ(upsõõ) na. Tâibâ wapsi, ropru sa'wari(roopru sa'waari). | Lave os pratos. Quando terminar, jogue fora o lixo. |
| E te za ĩĩpawapto.                                                  | Você me ajudará?                                    |

### Numerais (Aquém-Xavante)
Os números empregados no sistema numérico xavante são: 1, 2, 3, 10, 20. Para nomear os numerais, são usados termos do dia-a-dia como é perceptível na tabela abaixo:
| Numerais Aquém Xakriabá               | Numerais equivalentes |
| ------------------------------------- | --------------------- |
| misi                                  | 1                     |
| maparane (como os pés da ema)         | 2                     |
| si'ubdatõ                             | 3                     |
| danhiptõmo bâ (todos os dedos da mão) | 10                    |
| daparahi bâ (todos os dedos do pé)    | 20                    |

Os números pares maiores que 2 podem ser chamados de mro pâ  (com esposa). O conceito de 4 pode ser expresso de forma específica como maparane si'uiwa (dois com suas esposas). Os números ímpares acima de 1 são chamados ĩmro tõ (aquele que perdeu a esposa). O conceito de 3 pode ser expresso forma específica como si'ubdatõ (três).

## Menções
- A língua aquém foi assunto de um problema da edição Ye'pâ-masa da Olimpíada Brasileira de Linguística, no ano de 2019.[25] O problema 20 propôs, a partir de traduções dadas no enunciado, que o estudante traduzisse 6 palavras do dialeto xerente, abordando a semântica da língua.
- A língua aquém foi assunto de um problema da Olimpíada Internacional de Linguística (IOL), no ano de 2018, abordando a relação do dialeto xavante com o mẽbêngôkre e o krĩkatí. [26]